# Служба зовнішньої розвідки Російської Федерації
Служба зовнішньої розвідки Російської Федерації, СЗР (рос. Служба внешней разведки Российской Федерации, СВР) — основний орган зовнішньої розвідки Російської Федерації, спецслужба. Обов'язковим є їх присутність в штаті дипломатичних місій, працівників всіх російських посольств в світі.
Штаб-квартира СЗР знаходиться неподалік від с. Бачурино Новомосковського адміністративного округу у Ленінському районі Москви, що межує з південно-західним районом міста Москви Ясенєво. Комплекс Академії СЗР РФ перебуває в Хлєбніковському лісопарку (Московська область, Митищинський район), недалеко від МКАДу, приблизно в двох кілометрах на північний схід від селища «Нагірне».

## Історія
У грудні 1991 року СЗР проголосила себе офіційно правонаступницею Першого головного управління КДБ СРСР (ПГУ) та Центральної служби розвідки СРСР (ЦСР).
СЗР підкреслює свою історичну роль як продовжувачки традицій спеціальних служб Радянської Росії і колишнього Радянського Союзу: ВЧК РНК РРФСР — ДПУ НКВС РРФСР — МДБ — КДБ. У наслідку денонсації союзного договору і створення Співдружності Незалежних Держав (СНД) постало питання про кардинальну реорганізацію органів зовнішньої розвідки Російської федерації на базі скасованої Центральної служби розвідки СРСР (ЦСР).
Після розпаду СРСР на базі Центральної служби розвідки СРСР указом Президента РРФСР Бориса Миколайовича Єльцина № 293 від 18 грудня 1991 р., «у зв'язку з ратифікацією Верховною Радою РРФСР Угоди про створення СНД від 8 грудня 1991 року і з метою забезпечення безпеки Російської Федерації» утворена СЗР РРФСР.
Згідно з офіційною версією СЗР Російської Федерації, Указом Президента РРФСР від 18 грудня 1991 року не була створена принципово нова спецслужба нової Росії, а Центральна служба розвідки СРСР була всього лише «перейменована в Службу зовнішньої розвідки Росії».
26 грудня 1991 р. Президент РРФСР Б. М. Єльцин підписав Указ № 316 від 26.12.1991 р. про призначення першого директором СЗР РРФСР. Ним став Євген Максимович Примаков, якому було доручено в тижневий термін подати президентові пропозиції про Положення щодо новоствореної служби, її структуру й штати.
13 січня 1992 р. Президент РРФСР Б. М. Єльцин підписав Указ № 15 про призначення заступників директора СЗР РРФСР. Всі заступники директора ЦСР СРСР зберегли свої пости у новій структурі. До них додався Іван Гореловський, який у званні генерал-лейтенанта став відповідати за адміністративно-господарську діяльність.
Після цього служба зовнішньої розвідки ще кілька разів переформовувалися: у Федеральну службу зовнішньої розвідки Росії (30.09.1992 р.), у СЗР при Президентові РФ (07.10.1992 р.) [12], а потім вже в СЗР Російської Федерації в її нинішньому вигляді.

## Цілі та завдання СЗР
Служба зовнішньої розвідки Російської Федерації (СЗР Росії) призначена для «захисту безпеки особистості, суспільства і держави від зовнішніх загроз». СЗР здійснює розвідувальну діяльність з метою:
- забезпечення Президента Російської Федерації, Федеральних Зборів та Уряду розвідувальною інформацією, необхідної їм для прийняття рішень у політичній, економічній, військово-стратегічній, науково-технічній та екологічній областях;
- забезпечення умов, що сприяють успішній реалізації політики Російської Федерації в сфері безпеки;
- сприяння економічному розвиткові, науково-технічному прогресові країни і військово-технічному забезпеченню безпеки Російської Федерації.

Для цього федеральним законом «Про зовнішню розвідку» Служби зовнішньої розвідки надаються повноваження, включаючи конфіденційне співробітництво з особами, котрі дали на це згоду.
У процесі розвідувальної діяльності СЗР має право використовувати гласні та негласні методи й засоби, без заподіяння шкоди життю та здоров'ю людей і без нанесення шкоди навколишньому середовищу. Порядок використання цих методів і засобів визначається законами та іншими нормативними актами Російської Федерації.
Розвідувальна інформація надається Президентові Російської Федерації, палатам Федеральних Зборів, Уряду Російської Федерації і визначеним Президентом федеральним органам виконавчої та судової влади, підприємствам, установам та організаціям.
Керівники Служби зовнішньої розвідки несуть персональну відповідальність перед Президентом Російської Федерації за достовірність, об'єктивність розвідувальної інформації та своєчасність її надання.
Відповідно до указу Президента Російської Федерації «Про заходи з протидії тероризму» від 15 лютого 2006 року було створено Національний антитерористичний комітет (НАК), до складу якого увійшов Директор СЗР Росії.
Загальне керівництво органами зовнішньої розвідки Російської Федерації (в тому числі і СЗР) здійснює Президент Російської Федерації.

## Місце СЗР в системі державних органів Росії
Служба зовнішньої розвідки Російської Федерації є Федеральною службою, органом виконавчої влади Росії, керівництво діяльністю якого здійснює безпосередньо Президент Російської Федерації.
Вказаний статус СЗР Росії був встановлений ще Указом № 1185 від 07.10.1992 р. президента Бориса Єльцина.
Зовнішня розвідка визначається законодавством як «складова частина сил забезпечення безпеки Російської Федерації», яка «покликана захищати безпеку особистості, суспільства і держави від зовнішніх загроз з використанням методів і засобів», визначених федеральним законодавством.
СЗР Росії наділена правом ведення оперативно-розшукової діяльності, у ній передбачена військова служба.
Директор СЗР Росії несе персональну відповідальність за об'єктивність і достовірність розвідувальної інформації, добутої СЗР і зобов'язаний доповідати Президенту.

## Керівництво СЗР
Директор Служби зовнішньої розвідки призначається Президентом Російської Федерації. У сучасній Російській історії СЗР очолювали:
- Примаков Євген Максимович (1991–1996 роки)
- Трубников В'ячеслав Іванович (1996–2000 рр.)
- Лебедєв Сергій Миколайович (2000–2007 рр.)
- Фрадков Михайло Юхимович (2007–2016 р.)
- Наришкін Сергій Євгенович (від 5 жовтня 2016 р.)

### Перший заступник директора
Цю посаду займали:
- Трубников В'ячеслав Іванович (13 січня 1992 р. — 10 січня 1996 р.), генерал армії Росії.
- Щербаков Олексій Анатолійович (10 січня 1996 р. — 31 жовтня 2000 р.), наприкінці 1990-х років поєднував з посадою статс-секретаря СЗР.
- Завершинський Володимир Іванович (31 жовтня 2000 — 11 липня 2008), з 2004 року суміщав з посадою керівника «1 Служби» (політична розвідка)
- Фадєєв Дмитро Леонідович (2014 — у даний момент).

### Заступники директора
У теперішній час Директор СЗР Росії має таких заступників:
- статс-секретар — заступник директора — Винокуров Сергій Юрійович
- заступник директора — Зимак Володимир Олександрович
- заступник директора — Максимович М. А.
- заступник директора — Бочарников В. В.

## Структура СЗР
Відповідно до закону «Про зовнішню розвідку» від 10 січня 1996 р., нині побудована організаційна структура СЗР Росії, що включає такі оперативні, аналітичні та функціональні підрозділи:
- управління,
- служби,
- самостійні відділи.

Нарешті структура СЗР Росії, згідно з інформацією офіційного сайту, має такий вигляд:
- Директор СЗР Росії
  - Група консультантів
  - Колегія
  - Перший заступник директора СЗР Росії
  - Статс-секретар
  - Бюро зі зв'язків із громадськістю та ЗМІ
  - Апарат директора
    - Протокольний відділ

  - Заступник директора з кадрів
  - Заступник директора з науки
    - Управління НТР (науково-технічна розвідка)
    - Управління опертехніки
    - Управління інформатики
    - Академія СЗР

  - Заступник директора з операцій
    - Оперативні відділи

  - Заступник директора з матеріально технічного забезпечення
    - Служба експлуатації та забезпечення

  - Управління аналізу та інформації
  - Управління зовнішньої контррозвідки
  - Управління економічної розвідки

Функціонує і Колегія СЗР Росії, куди входять заступники Директора, начальники підрозділів.

### Російський інститут стратегічних досліджень
Аналітичним центром СЗР Росії був Інститут стратегічних досліджень, утворений указом Президента РФ від 29 лютого 1992 року № 202 з колишнього «НДІ розвідувальних проблем» Першого головного управління КДБ СРСР. Мав статус військової частини.
У 2009 році інститут реорганізований і перепідпорядкований Адміністрації Президента РФ.
Директори:
- У 1994—2009 рр. — Кожокін Євген Михайлович, доктор історичних наук, народний депутат Російської Федерації 1990–1993 років.
- У 2009—2017 рр. — Рєшетніков Леонід Петрович, генерал-лейтенант, кандидат історичних наук.
- З 4 січня 2017 р. — Фрадков Михайло Юхимович, полковник запасу, кандидат економічних наук; колишній голова уряду РФ (2004—2007) та колишній директор СЗР (2007—2016).

## Спецпризначенці
Спецпризначенці (спецпризи) спецпідрозділу «Заслін» («рос. Заслон») були згуртовані в структурі Центру власної безпеки СЗР в 1997 році (відповідно до секретного Указу Президента РФ від 23.03.1997 р.), і досягли оперативної готовності у 1998 р. До його складу увійшли майже три сотні людей, котрі раніше займалися виконанням спецоперацій за кордоном. Очолив підрозділ А. С. Колосов.
«Заслін» призначений для силового реагування на загрози об'єктам Служби ЗР РФ, дипломатичним місіям Росії за кордоном та охорони керівників СЗР і МЗС Росії під час їхніх візитів у «гарячі точки». У деяких публікаціях ЗМІ «Заслін» описувався як розвідувально-диверсійний підрозділ, аналогічні спецпризи існували у Першому головному управлінні КДБ СРСР «Окремому навчальному центрі» (ОНЦ, група «Вимпел»), за повідомленням газети «Московський комсомолець»: «Аналогічний підрозділ уже існував у Першому головному управлінні КДБ СРСР, однак за часів афганської війни 1979–1989 рр. він став виконувати невластиві для розвідки завдання і в 1983 році був виведений зі складу ПГУ і переданий іншому управлінню комітету, а через кілька років і зовсім розпався».
Однак директор СЗР Сергій Лебедєв 20 грудня 2002 р. в інтерв'ю ІА «Інтерфакс» навіть заперечував існування в СЗР розвідувально-диверсійних підрозділів.
За повідомленнями «NEWSru» та інших ЗМІ, в 2003 році «Заслін» використовувався в Іраку та Ірані. Співробітником «Заслону» називався Олег Федосєєв, один із трьох працівників посольства Росії в Іраку, викрадених і вбитих в 2006 році.
24 травня 2014 р. в фотоальбомі Дмитра Рогозіна в «Facebook» з'явився звіт віце-прем'єра про поїздку до Сирії, де він зустрівся з президентом Башаром Асадом. Серед кадрів була опублікована фотографія, на якій Рогозін серед бійців групи «Заслін». Пізніше фотографія була видалена зі сторінки Дмитра Рогозіна.

## Відомчі медалі
- Медаль «За відзнаку у військовій службі» (СЗР)
- Медаль «За заслуги» (СЗР)
- Медаль «Ветеран Служби» (СЗР)
- Медаль «За відмінність» (СЗР)
- Медаль «За трудову відмінність» (СЗР)
- Медаль «За взаємодію» (СЗР)
- Медаль «Премія Служби зовнішньої розвідки Російської Федерації Росії»

## Галерея
- Емблема СЗР («СВР»)

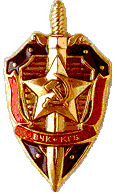
Нагрудний знак («ВЧК-КДБ»).
- Пам'ятний знак 85 років ІНВ-ПГУ-СЗР (іноземний відділ КДБ-перше головне управління КДБ-Служби зовнішньої розвідки).

## Відомі провали
- Викриття в 1994 році агента Олдріча Еймса, співробітника ЦРУ[21] завербованого КДБ СРСР в 1985 році.
- У 2003 р. позбавлено волі за державну зраду до 18 років, засуджений колишній заступник начальника відділу СЗР полковник Олександр Запорізький; за даними слідства, він протягом п'яти років передавав спецслужбам США секретну інформацію; в 1997 р. вийшов у відставку і виїхав до США, заарештований ФСБ в 2001 р. під час відвідин Москви. У 2010 р. О. Запорізький помилуваний і був обміняний на російських нелегалів.
- Викриття в 2001 р. агента Роберта Хансена, співробітника ФБР, завербованого КДБ СРСР в 1985 році[22].
- Арештовані у США в червні 2010 р. одинадцятеро російських нелегалів (серед них Михайло Васенко, Ганна Чапман) як з'ясувалося виданих високопоставленим працівником СЗР Олександром Потєєвим. У червні 2011 р. Військовий суд Росії заочно визнав О. Потєєва винним у дезертирстві й державній зраді, і засудив його до 25 років позбавлення волі[23].
- У 2014 році Служба безпеки Нідерландів отримала доступ до вебкамер хакерської групи, відомої як Cozy Bear, у складі СЗР РФ. Завдяки здобутій інформації Агентство національної безпеки США і ФБР змогли запобігти атаці російських хакерів на Державний департамент та Білий Дім. Також ця інформація допомогла у 2016 р. в ідентифікації Cozy Bear як однієї з груп, які втрутилися у сервер Демократичної партії США і таким чином, ймовірно, вплинули на перебіг президентських виборів у США на користь Дональда Трампа. [24]

## Відомі співробітники
- Іванов Сергій Борисович — генерал-полковник, керівник Адміністрації Президента РФ
- Рапота Григорій Олексійович — генерал-полковник
- Єрін Віктор Федорович — генерал російської армії, колишній міністр внутрішніх справ Росії
- Дмитрієв Михайло Аркадійович — генерал-лейтенант, колишній керівник Федеральної служби з військово-технічного співробітництва
- Васильєв Ігор Володимирович - керівник Росреестру
- Груздєв Володимир Сергійович - губернатор Тульської області
- Корендясев Анатолій Олександрович - депутат Держдуми 5 скликання
- Чіркунов Олег Анатолійович - колишній губернатор Пермського краю